# Chihiro Takahashi
Chihiro Takahashi –en japonés, 高橋 千尋, Takahashi Chihiro– (1 de septiembre de 1989) es una deportista japonesa que compitió en judo. Ganó una medalla de bronce en el Campeonato Asiático de Judo de 2011 en la categoría de –78 kg.

## Palmarés internacional
| Campeonato Asiático | Campeonato Asiático | Campeonato Asiático | Campeonato Asiático |
| Año                 | Lugar               | Medalla             | Categoría           |
| ------------------- | ------------------- | ------------------- | ------------------- |
| 2011                | Abu Dabi (EAU)      | Medalla de bronce   | –78 kg              |